# Pedro Barros
Pedro Barros, noto anche come Pedrinho Barros (Florianópolis, 16 marzo 1995), è uno skater brasiliano, vicecampione olimpico nel park ai Giochi olimpici estivi di Tokyo 2020.

## Biografia
Nel 2021 si è qualificato ai Giochi olimpici estivi di Tokyo 2020, dove ha vinto la medaglia d'argento nel park, preceduto sul podio dall'australiano Keegan Palmer.

## Palmarès
- Giochi olimpici estivi

Tokyo 2020: argento nel park;
- Mondiali

Malmö 2016: argento nel park;
Shangai 2017: argento nel park;
Nanchino 2018: oro nel park;